# Jean-Thomas Bédard
Pour les articles homonymes, voir Bédard.
Jean-Thomas Bédard (Québec, 1947) est un animateur, réalisateur, scénariste et monteur québécois.

## Biographie
Né au Québec en 1947, Jean-Thomas Bédard grandit à Roberval, dans la région du Saguenay–Lac-Saint-Jean. Très jeune, il s'intéresse à la peinture et au dessin. En 1967, lauréat d'un concours de l'Office national du film du Canada, il devient stagiaire au Studio d'animation de l'ONF et collabore à la série Chansons contemporaines. Dans le cadre de cette série, il réalise un premier film d'animation, La Ville, illustrant une chanson de Jean-Pierre Ferland. Parallèlement, il poursuit des études en histoire de l'art à l'Université de Montréal, puis en peinture à l'École des beaux-arts de Montréal.
En 1973, il entre au service de l'ONF et tourne un deuxième film d'animation, Ceci est un message enregistré, qui dénonce des stéréotypes véhiculés par la publicité opposant images de violence et images publicitaires. Suivra, en 1978, L'Âge de chaise, qui s'en prend au caractère inhumain de la compétition mise au service de la croissance, où des hommes s'accrochent à la possession d'une simple chaise. Ce film, qui utilise des techniques d'animation inédites à l'ONF, remportera trois prix internationaux.
Au printemps de 1979, Jean-Thomas Bédard entreprend un voyage d'une année qui le mènera de l'Amérique latine jusqu'en Océanie, en passant par l'Europe et l'Asie du Sud-Est. À son retour, il organise des expositions de photos, puis il repart en 1981 pour le Brésil, où il est invité à prononcer une série de conférences sur les techniques d'animation de l'ONF à Sao Paulo, Rio, Campinas et Brasilia. Il y retournera quatre ans plus tard pour créer un studio d'animation à Rio de Janeiro dans le cadre d'un projet du gouvernement brésilien et de l'Agence canadienne de développement international (ACDI).
Il passe au documentaire en 1985 avec Le Combat d'Onésime Tremblay. À l'aide de documents d'archives, ce film raconte la lutte acharnée d'un cultivateur du début du siècle contre l'inondation planifiée des terres autour du Lac-Saint-Jean. Poursuivant son exploration historique, il signe, en 1988, À force de bras, consacré aux premiers habitants du Royaume du Saguenay, dont la sortie coïncide avec le 150e anniversaire de l'ouverture de la région au peuplement.
Avec La Traversée de la nuit, qui s'attache au parcours d'hommes et de femmes ayant reconstruit leur vie à la suite de terribles accidents, Jean-Thomas Bédard réalise, en 1994, un film qui " fait réfléchir sur l'essentiel ", selon l'humaniste Albert Jacquard, et qui lui acquiert la réputation d'un documentariste de grand talent. Réputation que confirme son quatrième documentaire, Père pour la vie, qui pose un regard intimiste sur les joies et les difficultés de l'engagement paternel. Renouant avec le thème de la reconstruction de l'être humain après une tragédie, il explore, dans Le Voyage inachevé, l'expérience du deuil et ses manifestations dans une petite communauté marquée par la mort soudaine de 43 personnes.
Jean-Thomas Bédard quitte l'ONF en 2003 et laisse Montréal pour s'établir à la campagne, en Estrie, avec sa femme et ses deux jeunes enfants. Il renoue alors avec la photographie et se tourne vers l'exploration visuelle des rivages du fleuve Saint-Laurent et de ses îles dont il tire des compositions dans lesquelles les références spatiales sont volontairement brouillées. Il évolue ensuite vers des compositions plus complexes à l'aide d'applications de modification de l'image. S'ensuivront une dizaine d'expositions de ses œuvres photographiques dans des espaces d'exposition à travers le Québec sous les titres Beautés cachées du St-Laurent et  Littoral - Un fleuve, un  regard. Il participe à plusieurs concours internationaux de photographie qui lui décernent plusieurs distinctions. Il agit également comme membre du Jury du London Photography Awards en 2022, dans la catégorie Fine Art.

## Filmographie

### Comme réalisateur
- 1970 : La Ville
- 1973 : This Is a Recorded Message
- 1978 : Chairmen
- 1985 : Le Combat d'Onésime Tremblay
- 1988 : À force de bras
- 1994 : La Traversée de la nuit
- 1996 : Ce sera pas toujours facile
- 1998 : Père pour la vie
- 2002 : Le voyage inachevé[1]

### Comme scénariste
- 1978 : Chairmen
- 1985 : Le Combat d'Onésime Tremblay
- 1988 : À force de bras
- 1994 : La Traversée de la nuit
- 1996 : Ce sera pas toujours facile
- 1998 : Père pour la vie
- 2002 : Le voyage inachevé

### comme Monteur
- 1996 : Ce sera pas toujours facile